# Hirschbachseite und Eifaer Berg
Hirschbachseite und Eifaer Berg este o arie protejată (arie specială de conservare — SAC, sit de importanță comunitară — SCI) din Germania întinsă pe o suprafață de 86,23 ha, integral pe uscat.

## Localizare
Centrul sitului Hirschbachseite und Eifaer Berg este situat la coordonatele 50°58′40″N 8°35′10″E / 50.9778°N 8.5861°E.

## Înființare
Situl Hirschbachseite und Eifaer Berg a fost declarat sit de importanță comunitară în noiembrie 2004 pentru a proteja 1 specie de animale. Situl a fost protejat și ca arie specială de conservare în martie 2008.

## Biodiversitate
Situată în ecoregiunea continentală, aria protejată conține 5 habitate naturale: Grohotișuri silicioase medio-europene, la altitudine înaltă, Pante stâncoase silicioase cu vegetație casmofită, Păduri de fag Luzulo-Fagetum, Păduri de fag Asperulo-Fagetum, Păduri pe pante, grohotișuri și ravene de Tilio-Acerion.
La baza desemnării sitului se află o specie protejată de  mamifere: liliac cu urechi mari (Myotis bechsteinii).